# 7561 Patrickmichel
7561 Patrickmichel eller 1986 TR2 är en asteroid i huvudbältet som upptäcktes den 7 oktober 1986 av den amerikanske astronomen Edward L.G. Bowell vid Anderson Mesa Station. Den är uppkallad efter fransmannen Patrick Michel.